# Język sabejski

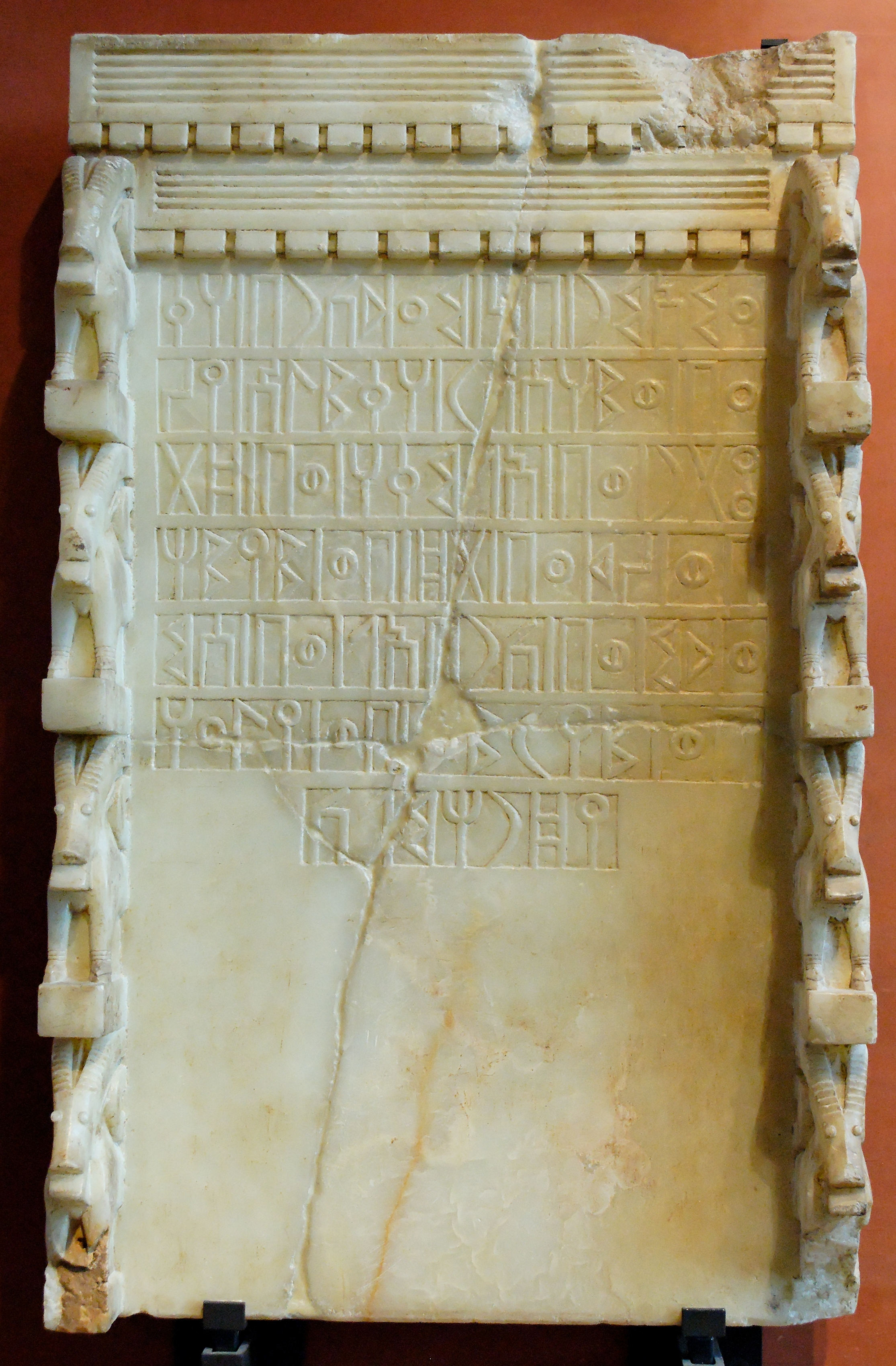
Stela wotywna w języku sabejskim, skierowana do głównego bóstwa sabejskiego Almaqah

Język sabejski – starożytny język południowoarabski epigraficzny, używany przez niektóre ludy starożytnej Arabii Południowej, w tym Sabejczyków i Himjarytów.

## Charakterystyka
Język sabejski zapisywany był pismem południowoarabskim. Posługiwała się nim religijna mniejszość mandajska z okolic Chorramszahr i Ahwazu w Iranie. Ostatni znany napis w sabejskim datowany jest na lata 554–559 n.e. Ostateczne wyginięcie języka nastąpiło w wyniku szybkiej ekspansji islamu, niosącej ze sobą język arabski, który stał się językiem mówionym i pisanym, aż ostatecznie całkowicie wyparł sabejski.